# L'Express du Faso
L'Express du Faso est un journal burkinabé fondé le 23 octobre 1998 à Bobo-Dioulasso où il est imprimé et constitue le seul journal privé. Quotidien national, il est cependant plus orienté vers l'actualité de la région de Bobo et de l'ouest du pays. Il est tiré à 4000 exemplaires par jour.

## Historique
Le quotidien bobolais fondé par plusieurs journalistes dont l'ancien président de l'Assemblée Nationale: Mélégué Traoré, a vu le jour en octobre 1998 au moment des contestations qui ont secoué le pays à la suite de l'assassinat du journaliste d'investigation Norbert Zongo. C'est le seul journal burkinabè édité et imprimé et diffusé ailleurs qu'à Ouagadougou,. Basé à Bobo-Dioulasso, la capitale économique du pays, il a des correspondants dans les principales villes du pays: Ouahigouya, Koudougou, Dédougou, Banfora, Gaoua, Houndé, Orodara, Dano, et un bureau à Ouagadougou.
Le journal tire son nom du train voyageur: L'EXPRESS de la Régie Abidjan-Niger (RAN) à l'époque, connu pour sa rapidité et son aspect luxueux.